# Šport u 2018.
◄◄ | ◄ | 2015. | 2016. | 2017. | 2018.  | 2019. | 2020. | 2021. | ► | ►►
Arhitektura • Astronautika • Astronomija • Biologija • Film • Fotografija • Glazba • Kazalište • Kemija • Kiparstvo • Knjige • Književnost • Kršćanstvo • Meteorologija • Medicina • Planinarstvo • Politika • Pravo • Promet • Slikarstvo • Strip • Šport • Televizija • Znanost • Zrakoplovstvo • Željeznički promet
Šport u 2018.

## Svijet

### Natjecanja

#### Svjetska natjecanja
- Svjetsko prvenstvo u nogometu u Rusiji: prvak Francuska
- Mediteranske igre u Tarragoni

#### Kontinentska natjecanja

##### Europska natjecanja
- 16. do 28. srpnja – Europsko prvenstvo u vaterpolu u Barceloni u Španjolskoj: prvak Srbija, Španjolska osvojila srebro a Hrvatska broncu.
- 16. do 29. srpnja – Europsko prvenstvo za igrače do 20 godina u rukometu u Celju u Sloveniji, Slovenija osvojila zlato pobijedivši Francusku.
- Na europskom prvenstvu u šahu za pojedince održanom u gruzijskom Batumiju, hrvatski šahist Ivan Šarić osvojio je naslov europskog prvaka.

### Smrti
- Jo Jo White, američki košarkaš
- 28. srpnja-Josip Nikolai Peruzović, američki kečer hrvatsko-ukrajinskog podrijetla[1]

## Hrvatska i u Hrvata

### Natjecanja

#### Timski športovi
- prvenstvo Hrvatske u autocrossu: AK Ozalj[2]

#### Pojedinačni športovi
- prvenstvo Hrvatske u autocrossu: Dražen Krznarić (divizija 1A), Goran Jakić (divizija 1B), Loris Krbavac (divizija 3A)[2]

## Vanjske poveznice
|  | Zajednički poslužitelj ima još gradiva o temi Šport u 2018. |